# Xeranoplium ruficolle
Xeranoplium ruficolle là một loài bọ cánh cứng trong họ Cerambycidae.